# Nada es lo que crees (álbum)
Nada es lo que crees es el cuarto álbum de estudio de Natalia publicado por Vale Music en mayo del 2006 en España. En él, Natalia quería romper con su imagen de "lolita" en el que se le había encasillado. El CD tiene una estética a lo Briggite Bardot, que también queda reflejada en el videoclip de su primer sencillo.

## Pistas
- 1. "Intro loco" - 0:57
- 2. "Loco por mí" - 2:50
- 3. "Nada es lo que crees" - 3:32
- 4. "De repente" - 3:41
- 5. "No fui yo" *(cover de Elena Paparizou) - 3:14
- 6. "Baila en mi fuego" - 3:04
- 7. "Último adiós" - 3:40
- 8. "Por ti" - 3:07
- 9. "Estrella de una noche" - 3:12
- 10. "A ti" - 3:57
- 11. "Yo y luego tú" - 2:56
- 12. "Soledad" - 3:53
- +. "Mira y aprende*"

*Iba a ser lanzada como bonus track en Itunes. Finalmente, la canción fue añadida a su disco recopilatorio "Un poco de mí".

## Sencillos

### Loco por mí.
Es el primer sencillo del disco, que empezó a sonar por las radios del país en mayo del 2006. En el videoclip de la canción, Natalia realiza una rutina de baile con cuatro bailarinas, alternado con imágenes de la cantante en un cubículo en la pared. Su imagen salvaje, ha hecho que el videoclip sea uno de los más vistos de Natalia.

## Listas

### Semanales
| País   | Ranking         | Primera semana | Posición de ingreso | Mejor posición | Semanas en la mejor posición | Semanas en el ranking | Última semana |
| ------ | --------------- | -------------- | ------------------- | -------------- | ---------------------------- | --------------------- | ------------- |
| Europa |                 |                |                     |                |                              |                       |               |
| España | Top 100 álbumes | 28/05/2006     | 25                  | 24             | 1                            | 10                    | 06/08/2006    |